# Johann Beckenschlager
Johann Beckenschlager (Breslavia, 1435 – Salisburgo, 15 dicembre 1489) fu arcivescovo di Salisburgo e di Esztergom e vescovo di Vienna e di Gran Varadino.

## Biografia
Nacque nel 1435, figlio di un fabbro di Breslavia. Intrapresa la carriera ecclesiastica, Mattia Corvino lo nominò prevosto di Pécs e dal 17 maggio 1465 divenne vescovo di Gran Varadino. Nel 1467 divenne vescovo di Eger e dal 1474 ottenne l'arcivescovato di Esztergom con il titolo di primate d'Ungheria. Avendo in seguito perso i favori del monarca ungherese, venne costretto a lasciare la sua patria il 13 febbraio 1476, proponendosi di seguire quindi l'imperatore Federico III d'Asburgo, divenendone consigliere. Nonostante il suo passato, venne costretto a ricominciare da capo la propria carriera ecclesiastica e divenne così, dal 22 marzo 1477, vescovo coadiutore di Vienna, essendo il vescovo Leo von Spaur, gravemente malato, e suo successore nell'amministrazione apostolica della diocesi viennese alla sua morte (14 gennaio 1482). Successivamente fu nominato anche arcivescovo di Salisburgo.
Secondo i contemporanei era dotato di una straordinaria forza fisica e di un fisico prestante che lo vide spesso rappresentato in armatura e apertamente schierato sul campo di battaglia. Ciò nonostante, non si occupò mai attivamente dei propri pur onerosi incarichi pastorali, preferendo dedicarsi alle proprie concubine, gravando sulle spese della diocesi.
Durante gli anni del suo episcopato fu spesso assente come nel 1481, quando si recò nei Paesi Bassi, sostenendo a partire dal maggio del 1486 le truppe imperiali contro quelle ungheresi di Mattia Corvino, che tanto lo aveva contrastato nella propria carriera ecclesiastica dopo averlo illuso e favorito.
La reggenza di Salisburgo, poi, venne perlopiù tenuta dal suo vice, il vescovo Georg Althaler di Chiemsee. Ciò nonostante, trascorse gli ultimi suoi anni di vita nella tranquilla fortezza di Salisburgo, dove morì.